# Hyphessobrycon rosaceus
Hyphessobrycon rosaceus és una espècie de peix de la família dels caràcids i de l'ordre dels caraciformes.

## Morfologia
- Els mascles poden assolir 3,4 cm de llargària total.[5]

## Reproducció
És ovípar.

## Hàbitat
Viu a àrees de clima tropical entre 24 °C - 28 °C de temperatura.

## Distribució geogràfica
Es troba a Sud-amèrica: conques dels rius Essequibo, Corantijn i Surinam.